# Przeździatka-Kolonia
Przeździatka-Kolonia [pʂɛʑˈd͡ʑatka kɔˈlɔɲa] est un village polonais de la gmina de Sokołów Podlaski dans le powiat de Sokołów et dans la voïvodie de Mazovie, au centre-est de la Pologne.